# What the Golf
What the Golf? (estilizado como WHAT THE GOLF?) es un videojuego de deportes desarrollado por Triband. The Label publicó las versiones de iOS, macOS y tvOS a través de Apple Arcade el 19 de septiembre de 2019,mientras que Triband publicó las versiones para Windows, Nintendo Switch, PlayStation 4 y PlayStation 5, respectivamente, en 2019, 2020 y 2024. Una versión para visionOS fue publicada en 2024.

## Sistema de juego
El videojuego consiste en completar niveles para progresar en el mapa de mundos. El objetivo de cada nivel es llegar al hoyo. Cada nivel del videojuego tiene una variación del golf tradicional. Cada sección del mapa mundial tiene su propio tema, que sigue la mecánica única del nivel.

## Desarrollo
What the Golf? fue financiado mediante crowfunding a través del sitio web estadounidense Fig. Los desarrolladores eligieron el golf como deporte a parodiar, diciendo que «lo practicaba principalmente gente rica, por lo que parecía un objetivo seguro» . Los niveles del videojuego fueron diseñados para ser cortos, para poder probar tantos chistes como fuera posible. Gran parte del humor del videojuego se basa en la comedia física, ya que se consideraba una forma de comedia que funcionaría independientemente de dónde se encontrara el jugador. El sistema de coronas del juego fue diseñado para que los jugadores volvieran a visitar los niveles y para las personas que querían completarlo todo. Los desarrolladores consideraron tener máscaras desbloqueables para la pelota de golf, pero la idea terminó siendo descartada. La función de cámara lenta estaba originalmente pensada para el nivel de fútbol del videojuego, pero se agregó al resto del videojuego. FoxNext financió el desarrollo del videojuego.

## Lanzamiento
What the Golf? fue publicado el 19 de septiembre de 2019 para iOS, macOS y tvOS en Apple Arcade por The Label. Una versión para macOS separada de Apple Arcade y una versión de Windows fue publicada a través de Epic Games Store el 1 de octubre de 2019. Se publicó una versión para Nintendo Switch el 21 de mayo de 2020. Se publicó una versión para Steam el 22 de octubre de 2020. Una versión para visionOS con funciones de realidad mixta estuvo disponible a través de Apple Arcade con el lanzamiento de los auriculares Apple Vision Pro el 2 de febrero de 2024. Las versiones para PlayStation 4 y PlayStation 5 fueron publicadas el 14 de marzo de 2024.

## Recepción
What the Golf? recibió reseñas «generalmente favorables», según el agregador de reseñas Metacritic. Sergio Velásquez de TouchArcade elogió el elemento sorpresa que presentaba el videojuego. Jordan Devore de Destructoid apreció el valor cómico del videojuego. Christopher Livingston de PC Gamer disfrutó tanto de la banda sonora como del desafío que planteaba cada nivel, además de la comedia del videojuego. Sin embargo, James O'Connor de GameSpot no disfrutó de las diferencias entre las ediciones de Windows y Apple.

### Premios
| Año  | Premio                                 | Categoría                                       | Resultado | Ref.   |
| ---- | -------------------------------------- | ----------------------------------------------- | --------- | ------ |
| 2019 | SXSW Gaming Awards 2019                | Gamer's Voice: Video Game                       | Nominado  | [ 20 ] |
| 2019 | Independent Games Festival Awards 2019 | Excellence in Design                            | Nominado  | [ 21 ] |
| 2019 | The Game Awards 2019                   | Best Mobile Game                                | Nominado  | [ 22 ] |
| 2020 | 23rd Annual D.I.C.E. Awards            | Outstanding Achievement for an Independent Game | Nominado  | [ 23 ] |
| 2020 | 23rd Annual D.I.C.E. Awards            | Portable Game of the Year                       | Nominado  | [ 23 ] |
| 2020 | Game Developers Choice Awards          | Best Mobile Game                                | Ganador   | [ 24 ] |
| 2020 | 16th British Academy Games Awards      | EE Mobile Game of the Year                      | Nominado  | [ 25 ] |
| 2020 | Webby Awards 2020                      | Best Game Design                                | Nominado  | [ 26 ] |
| 2020 | Webby Awards 2020                      | Best User Experience                            | Nominado  | [ 26 ] |